# Dipturus tengu
Dipturus tengu är en rockeart som först beskrevs av Jordan och Fowler 1903.  Dipturus tengu ingår i släktet Dipturus och familjen egentliga rockor. IUCN kategoriserar arten globalt som otillräckligt studerad. Inga underarter finns listade i Catalogue of Life.